# Příkrý
Příkrý (en allemand : Pschikri) est une commune du district de Semily, dans la région de Liberec, en République tchèque. Sa population s'élevait à 250 habitants en 2021.

## Géographie
Příkrý se trouve à 4 km au nord-est de Semily, à 27 km au sud-est de Liberec et à 90 km au nord-est de Prague.
La commune est limitée par Roztoky u Semil et Vysoké nad Jizerou au nord, par Roprachtice et Háje nad Jizerou à l'est, par Benešov u Semil au sud et par Semily et Bozkov à l'ouest.

## Histoire
La première mention écrite de la localité date de 1634.

## Administration
La commune se compose de deux sections :
- Příkrý ;
- Škodějov.

## Galerie

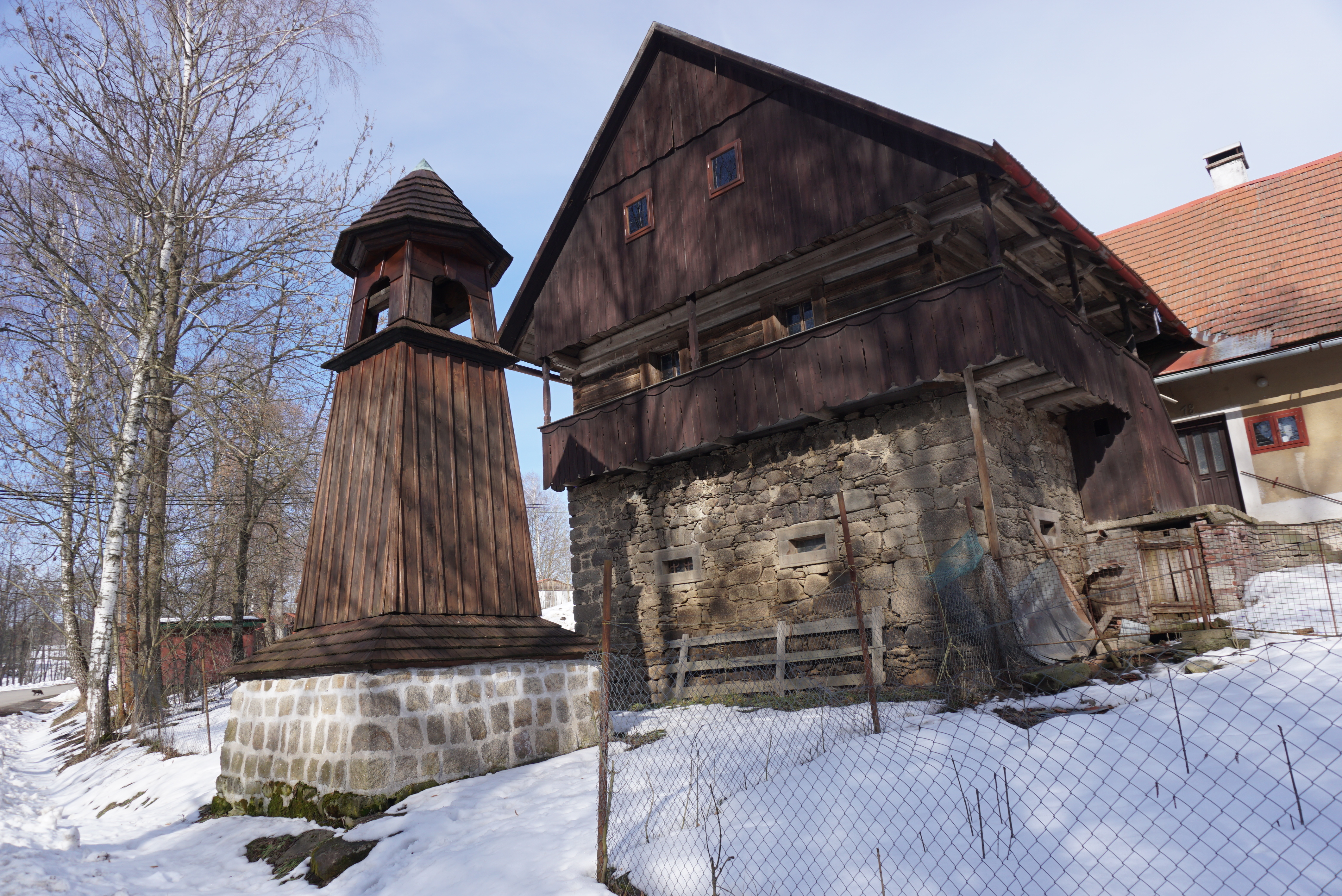
Clocher-tour à Škodějov.
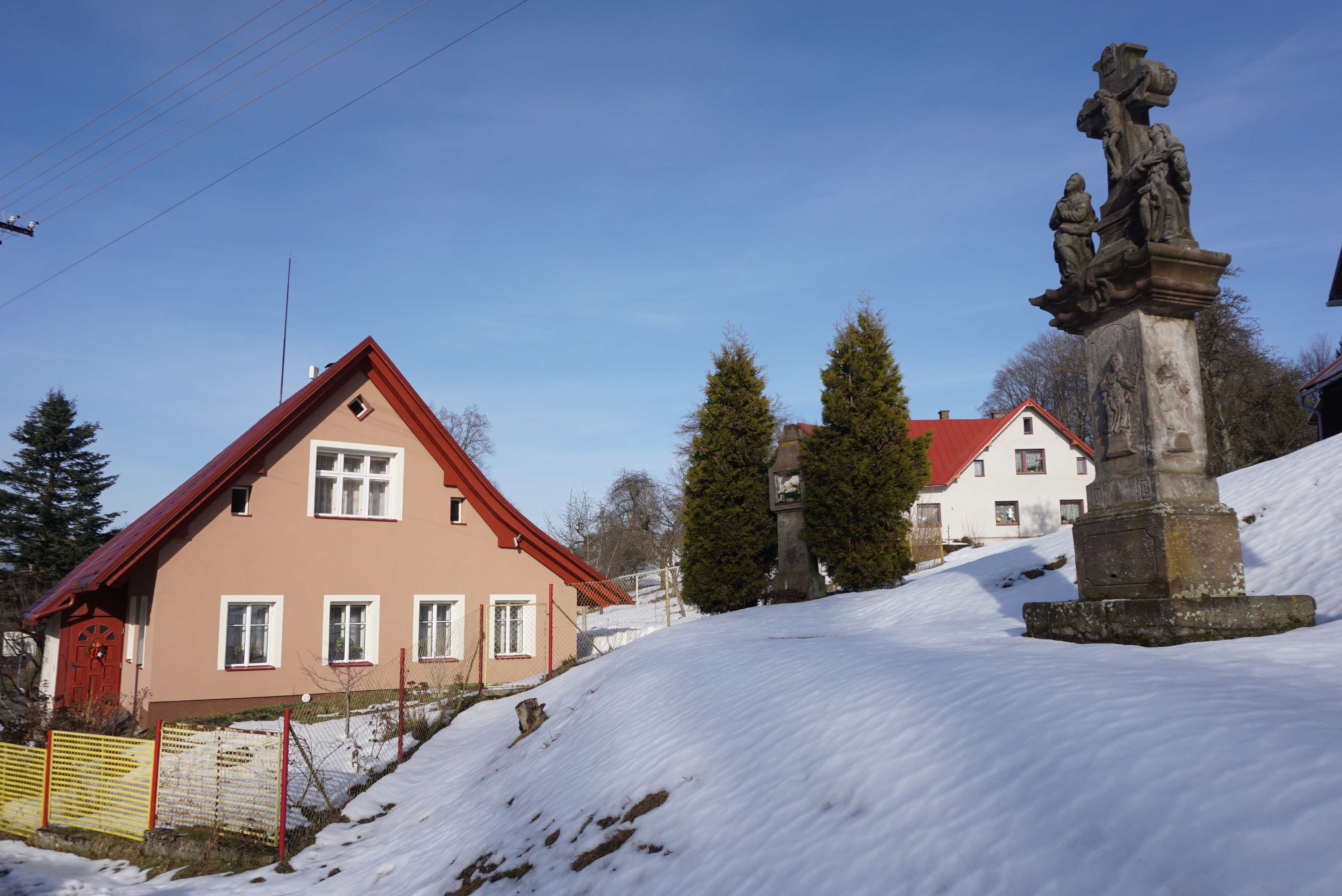
Centre de Příkrý.

## Transports
Par la route, Příkrý se trouve à 6 km de Semily, à 40 km de Liberec et à 116 km de Prague.